# ملصق كوريشا

ملصق كوريشا.

ملصق كوريشا (باليابانية: 高齢者マーク) رسميًا ملصق كبار السن (باليابانية: 高齢者標識) هو ملصق مخصص للسائقين المسنين في اليابان، ويُطلب عادةً من الأشخاص الذين تجاوزوا سن السبعين استخدامه، ويجب عرض الملصق على كل من مقدمة السيارة ومؤخرتها. هذا الملصق يحذر السائقين الآخرين من أن السائق قد يكون أبطأ في الاستجابة أو يعاني من تحديات جسدية مثل صعوبة الرؤية أو السمع.

## التصميم

ملصق كوريشا القديم (1997–2011).

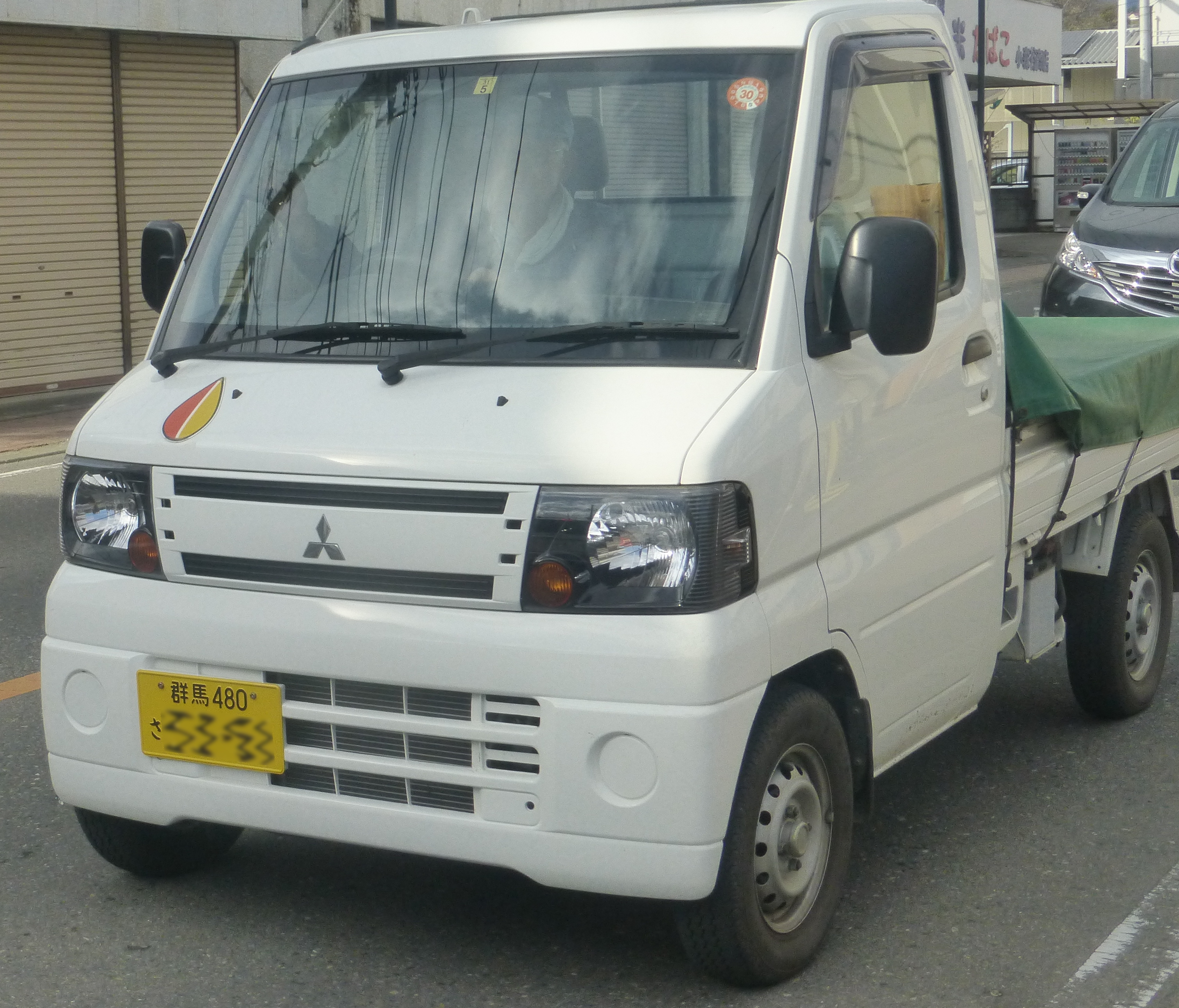
ملصق كوريشا القديم على سيارة في عام 2017.

تم إنشاء النظام في عام 1997، حتى يناير 2011، كان شكلها على شكل دمعة برتقالية وصفراء، كان التصميم القديم، الذي يُطلق عليه "ورقة الخريف" عند مقارنتها بتصميم ملصق شوشينشا الخاص بالمبتدئين، يُعتبر مسيئًا بعض الشيء لكبار السن. لذا، في عام 2011، تم استبداله بتصميم جديد لزهرة البرسيم ذات الألوان الزاهية، مما يعكس تقديرًا أكبر لكبار السن، اعتبارًا من 1 فبراير 2011، تم تغيير الشكل إلى الشكل الجديد.

## اقرأ أيضا
- ملصق شوشينشا